# Melampophylax nepos
Melampophylax nepos – chruścik z rodziny Limnephilidae.
Licznie spotykane w jeziorach wysokogórskich Karkonoszy. Gatunek ten występuje w Alpach, Karpatach oraz centralnych i zachodnich górach subalpejskich, larwy zasiedlają strefę rhitralu. Gatunek górski, limnefil.